# Villa Branca
La Villa Branca, nota anche come Villa Henfrey-Branca e in passato come Villa Clara, è una storica residenza eclettica di Baveno sul lago Maggiore in Italia.

## Storia
La villa venne eretta tra il 1871 e il 1873 per volere dell'ingegnere britannico Carlo Henfrey, che la battezzò Villa Clara in omaggio alla moglie. La villa ospitò in quel periodo diversi personaggi d'eccezione, tra cui Federico III, futuro imperatore di Germania e re di Prussia, e la regina Vittoria del Regno Unito, la quale vi soggiornò tra marzo e aprile del 1879. Nel 1898 la proprietà venne acquistata dalla famiglia Branca.
Nel gennaio 2007 la villa venne gravemente danneggiata da un incendio; un restauro ha però riportato la residenza al suo splendore originario.

## Descrizione
La villa presenta uno stile eclettico che unisce elementi neogotici ad altri tipici dell'architettura inglese.
Inoltre, la villa contiene una piscina esterna profonda fino a 3 metri.